# Stop censura
"Stop censura" es una canción del disco "Tus problemas crecen" (2004) del grupo español Boikot. 
En ella ponen voz cantantes de numerosos grupos y en su videoclip además aparecen varios actores. La letra de la canción trata sobre la censura sobre el grupo Soziedad Alkoholika acusado por distintos sectores de enaltecimiento del terrorismo de ETA, aunque el grupo fue absuelto en un juicio celebrado en noviembre de 2006 y negó siempre que apoyasen a ETA, pidiendo únicamente que el País Vasco fuese una nación independiente. La presión de entidades como la Asociación de Víctimas del Terrorismo hizo que se cancelaran numerosos conciertos del grupo. Una situación similar fue sufrida por el grupo Su Ta Gar.

## Colaboradores

### Grupos que ponen voz en la canción y/o aparecen en el vídeo musical
Sôber, Las Niñas, Marea, Barricada, Fernando Madina Pepper de Reincidentes, Porretas, Soziedad Alkoholika, Andreas Lutz de O'funk'illo, Gorka Urbizu de Berri Txarrak, Dikers, Vikingo M.D de Narco, Sen, Habeas Corpus y Penadas por la ley

### Actores que aparecen en el vídeo musical
Guillermo Toledo, Alberto San Juan, Roberto Álamo, Javier Gutiérrez, Andrés Lima, Ramón Álvarez, El Pájaro de Sevilla y Aurora Sánchez